# Paul Taildeman
Paul Taildeman ou Paul Taeldeman en flamand, né le 15 novembre 1929 à Herseaux et mort le 22 mars 2007 à Mouscron, est un coureur cycliste belge, professionnel de 1952 à 1957.

## Biographie
En 1956, il finit 22e au Paris-Nice qui s'est tenu du 13 au 17 mars
En fin de carrière sportive, Paul Taildeman ouvrira un commerce spécialisé dans les cycles à Mouscron jusqu'à la fin des années 90

## Palmarès
- 1951
  - 2e du Circuit Het Volk amateurs
  - 3e du Championnat de Flandre indépendants[3]
- 1952
  - Circuit des régions frontalières[4]
- 1953
  - Grand Prix d'Isbergues[5]
  - Paris-Tourcoing[5]
  - Roubaix-Cassel-Roubaix
- 1954
  - Paris-Tourcoing[6]
- 1955
  - Roubaix-Cassel-Roubaix
  - 2e de Tourcoing-Dunkerque-Tourcoing
  - 2e du Grand Prix Marcel Kint[7]
  - 3e de la Ruddervoorde Koerse
  - 3e du Grand Prix de Fourmies